# 札幌抗争
札幌抗争（さっぽろこうそう）とは、平成元年（1989年）9月27日午前2時50分ごろから同日午後までにかけて起った五代目山口組と稲川会との暴力団抗争事件。

## 札幌抗争勃発まで
1989年9月26日深夜、北海道札幌市すすきのの路上で、五代目山口組系誠友会組員と稲川会系越路家一家組員との喧嘩が発生。

## 札幌抗争
同年9月27日午前2時50分ごろ、札幌市白石区の稲川会系越路家一家系の組事務所に銃弾4発が撃ち込まれた。
同日午前3時50分ごろ、札幌市中央区の山口組誠友会組事務所に銃弾が撃ち込まれた。
同日午前9時、北海道警察は、札幌方面中央警察署に捜査本部を設置し、1200人の警察官を動員した。
同日午後までに、誠友会は、越路家一家系の組事務所9箇所に合計27発の銃弾を撃ち込んだ。越路家一家は、誠友会系の組事務所4箇所に合計16発の銃弾を撃ち込んだ。
同日、山口組幹部は、北海道での誠友会と越路家一家との抗争事件を知ると、石間春夫に即時抗争中止を通達した。渡辺芳則が山口組五代目を襲名する際、後見人が稲川会・稲川聖城総裁であり、取持人が稲川会・石井隆匡二代目会長であり、奔走人が稲川会・稲川裕紘理事長だったためであった。
同日午後、山口組若頭補佐・黒誠会会長前田和男が石間春夫のもとに行き、石間春夫に、越路家一家との抗争を即時中止するよう口頭で指示した。これで五代目山口組と稲川会との抗争は終結した。